# 량원호
량원호(미상 ~ )는 조선민주주의인민공화국의 정치인이다. 조선로동당 중앙위원회 위원 겸 중앙정무국 당 역사연구소 소장이다.

## 경력
2016년 5월, 조선로동당 제7차 대회에서 조선로동당 중앙위원회 위원 겸 중앙정무국 당 역사연구소 소장에 임명되었다.